# شارلوت برندستروم
شارلوت برندستروم (فرانسوی: Charlotte Brandström‎؛ زادهٔ ۳۰ مهٔ ۱۹۵۹) کارگردان فیلم اهل فرانسه است.